# Nová Dedinka
Nová Dedinka (in ungherese Dunaújfalu, in tedesco Neudorf) è un comune della Slovacchia facente parte del distretto di Senec, nella regione di Bratislava.